# Sanagōchi (Tokushima)
Sanagōchi (佐那河内村 Sanagōchi-son?) es una villa localizada en la prefectura de Tokushima, Japón. En junio de 2019 tenía una población estimada de 2.106 habitantes y una densidad de población de 49,8 personas por km². Su área total es de 42,28 km².

## Geografía

### Localidades circundantes
- Prefectura de Tokushima
  - Kamikatsu
  - Kamiyama
  - Katsuura
  - Tokushima

## Demografía
Según los datos del censo japonés, esta es la población de Sanagōchi en los últimos años.
| 1995  | 2000  | 2005  | 2010  | 2015  |
| ----- | ----- | ----- | ----- | ----- |
| 3.245 | 3.016 | 2.800 | 2.588 | 2.289 |